# 36 forteli
Trzydzieści sześć forteli (chiń. trad. 三十六計 pinyin sānshíliù jì - dosł. „36 obliczeń/planów”) – krótka anonimowa kompilacja kilkudziesięciu zwięzłych przysłów chińskich (成語 chéngyǔ), nawiązujących do różnych sposobów użycia podstępu wojennego, wcześniej opisanych w literaturze klasycznej chińskiej lub wziętych z ustnej tradycji ludowej Chin.
Każdy fortel ze zbioru zaopatrzony został także w krótki komentarz, poczerpnięty z taoistycznej Księgi przemian. 
36 forteli są dzisiaj znane nie tylko na całym obszarze chińskojęzycznym (Chiny, Tajwan, Singapur, Malezja i wśród licznej diaspory), ale również w krajach byłego chińskiego zasięgu kulturalnego (Japonia, Korea oraz Wietnam). 